# Casa Hogar Alemania
Casa Hogar Alemania, con nombre oficial en alemán: CASA HOGAR Deutschland e.V., es una organización sin ánimo de lucro dedicada a la cooperación al desarrollo.
La organización, con sede en Bonn, Renania del Norte-Westfalia (Alemania), se dedica a proyectos educativos y de construcción de paz para niñas y mujeres en el departamento colombiano del Chocó. La dirección está a cargo de Angelika Schubert y Lukas Overkott, mientras que el fundador, el neurólogo Theo Rüber, preside el consejo de administración, encargado de las decisiones más importantes.

## Proyectos
Las actividades de la asociación Casa Hogar incluyen la construcción y el apoyo de residencias estudiantiles, la concesión de becas para educación escolar y universitaria, así como la realización de proyectos para fortalecer la autoestima de las mujeres en el departamento del Chocó, en la región del Pacífico.
El objetivo principal de estos proyectos es promover el desarrollo sostenible y pacífico. El impacto de Casa Hogar radica en que las niñas y mujeres reciben apoyo a largo  plazo, hasta que puedan llevar una vida autónoma y contribuir activamente a un cambio positivo en la sociedad. Entre los proyectos de la asociación se encuentran tres residencias en Istmina y Quibdó, financiadas en colaboración con organizaciones locales. Durante la pandemia del COVID-19, Casa Hogar fue prácticamente la única organización presente en la región que realizó trabajo relacionado con la pandemia.
Casa Hogar recibió atención de los medios cuando el Papa Francisco concedió a esta organización y a una comisión de representantes del Chocó una audiencia privada en 2022. Durante la audiencia, la organización pidió que el Papa interviniera en la crisis humanitaria del Chocó.

## Historia
Tras una estancia en un hospital en Cali, el médico de Bonn, Theodor Rüber, contactó al obispo de Garagoa Julio Hernando García Peláez para apoyar sus proyectos educativos. El trabajo en Colombia lo realizan colaboradores de la diócesis de Istmina-Tadó, así como las organizaciones no gubernamentales locales como Benposta Nación de Muchach@s, la Fundación La Paz y la Corporación de Mujeres líderes Chocoanas Emprendedoras (Comulichem).

## Financiación
La asociación se financia mediante fondos provenientes de programas públicos, como los del Ministerio Federal de Cooperación Económica y Desarrollo de Alemania, así como de fundaciones, asociaciones, donaciones privadas y apoyo voluntario.
Unas 120 personas adicionales en Colombia, Alemania, Austria y Suiza también apoyan voluntariamente a la asociación.